# Distrito administrativo de Thun
El Distrito administrativo de Thun (en alemán Verwaltungskreis Thun, en francés Arrondissement administratif de Thoune) es uno de los diez nuevos distritos administrativos del cantón de Berna. Tiene una superficie de 541 km². La capital del distrito es Frutigen.
Formado de la fusión del distrito de Thun y parte de los distritos de Niedersimmental y Seftigen, hace parte de la región administrativa del Oberland.

## Geografía
Situado en parte en la región conocida como Oberland bernés, la región alpina del cantón de Berna, se compone esencialmente de la ciudad de Thun y su área de influencia. El distrito incluye una parte del lago de Thun. Tiene la particularidad de ser el único distrito administrativo sin fronteras con otro cantón.
El distrito de Thun limita al oeste y norte con el distrito de Berna-Mittelland, al noreste con el de Emmental, al sureste con el de Interlaken-Oberhasli, y al suroeste con el de Frutigen-Niedersimmental.

## Comunas
| Distrito de administrativo de Thun | Distrito de administrativo de Thun | Distrito de administrativo de Thun |
| Comunas                            | Población (31.12.2014)             | Superficie km²                     |
| ---------------------------------- | ---------------------------------- | ---------------------------------- |
| Amsoldingen                        | 791                                | 4.7                                |
| Blumenstein                        | 1167                               | 15.5                               |
| Buchholterberg                     | 1550                               | 15.3                               |
| Burgistein                         | 1040                               | 7.5                                |
| Eriz                               | 485                                | 21.8                               |
| Fahrni                             | 790                                | 6.7                                |
| Forst-Längenbühl                   | 764                                | 4.5                                |
| Gurzelen                           | 848                                | 4.5                                |
| Heiligenschwendi                   | 681                                | 5.6                                |
| Heimberg                           | 6631                               | 5.4                                |
| Hilterfingen                       | 4049                               | 2.8                                |
| Homberg                            | 517                                | 6.5                                |
| Horrenbach-Buchen                  | 250                                | 20.4                               |
| Oberhofen am Thunersee             | 2390                               | 2.8                                |
| Oberlangenegg                      | 474                                | 9.1                                |
| Pohlern                            | 257                                | 9.9                                |
| Reutigen                           | 989                                | 11.3                               |
| Schwendibach                       | 239                                | 1.5                                |
| Seftigen                           | 2188                               | 3.9                                |
| Sigriswil                          | 4671                               | 55.4                               |
| Steffisburg                        | 15 703                             | 13.5                               |
| Stocken-Höfen                      | 971                                | 14.22                              |
| Teuffenthal                        | 162                                | 4.6                                |
| Thierachern                        | 2458                               | 7.5                                |
| Thun                               | 43 303                             | 21.6                               |
| Uebeschi                           | 674                                | 4.4                                |
| Uetendorf                          | 6008                               | 10.2                               |
| Unterlangenegg                     | 914                                | 6.8                                |
| Uttigen                            | 1901                               | 3.78                               |
| Wachseldorn                        | 236                                | 3.5                                |
| Wattenwil                          | 2828                               | 14.5                               |
| Zwieselberg                        | 309                                | 2.4                                |
| Total (32)                         | 106 238                            | 322.1                              |

### Cambios

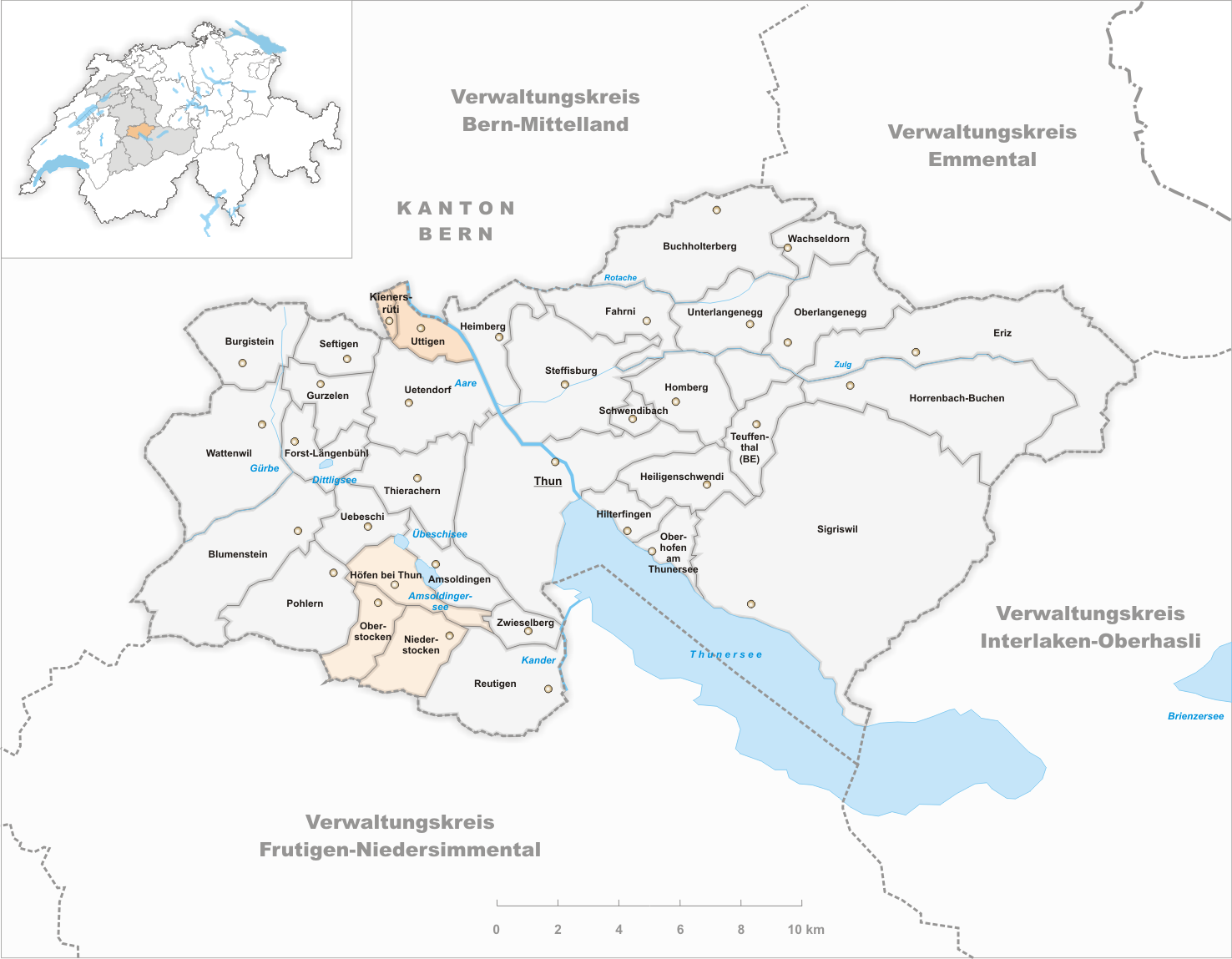
Comunas hasta 2013

### Fusiones
- 2014: Höfen bei Thun, Niederstocken y Oberstocken  →  Stocken-Höfen
- 2014: Kienersrüti y Uttigen  →  Uttigen